# Diego Vera
Diego Daniel Vera Méndez (Montevideo, Uruguay, 5 de enero de 1985) es un futbolista uruguayo. Juega como delantero en Colón Fútbol Club de la Segunda División Profesional de Uruguay.

## Trayectoria

### Años iniciales como profesional
Debutó oficialmente en el Club Atlético Bella Vista de Uruguay en 2004. En el Campeonato de Segunda División 2005, Bella Vista se tituló campeón y Vera terminó siendo goleador del torneo.
A principios de 2007 fue transferido a Nacional. Cuando llevaba realizando un buen papel en el equipo, siendo titular constantemente, un caso de dopaje lo mantuvo fuera de las canchas durante un año.
En 2008 volvió a las canchas y en 2009 fichó en el Defensor Sporting Club, donde jugó 6 meses y con el cual ganó el Torneo Clausura, pero perdiendo la definición por el título ante Nacional.
A mediados de 2009 vuelve a firmar contrato con "El Bolso", hasta que en agosto de 2010 pasa a Liverpool de Montevideo, jugando dos temporadas, anotando 19 goles en 29 partidos.

### Primera experiencia en el extranjero
A principio del 2011 jugó en el fútbol chino, específicamente en Nanchang Bayi Hengyuan Football Club, durante seis meses, para finalizar el año en el Deportivo Pereira colombiano.
Luego de un breve paso, nuevamente, en el Liverpool uruguayo, fichó por Querétaro Fútbol Club.

### Etapa en el fútbol argentino
En el 2013 llegaría a Argentina para jugar en Atlético de Rafaela, donde lograría consolidar una gran campaña como uno de los goleadores del Torneo de Primera División 2013-14.
Al año siguiente se unió a las filas de Estudiantes de La Plata, con un saldo de 35 partidos jugados y 10 goles convertidos en las dos temporadas con el pincharrata.
Esto le valió la atención de un grande, Independiente de Avellaneda. Arribó al club en junio de 2015, y en el año y medio que pasó en el Rojo hizo una muy buena campaña, convirtiendo goles importantes, así como asistiendo a sus compañeros, y manteniendo una gran regularidad. A fines de 2016, con el arribo de Ariel Holan tuvo que irse, pese a ser uno de los puntos altos del plantel.
En 2017 se convirtió en nuevo refuerzo de Colón de Santa Fe. Su rendimiento en el sabalero también fue de más a menos, pasando de ser figura en un clásico ante Unión al anotar un gol, a ser suplente en varios partidos sin entrar a la cancha.
En julio de 2018, fichó en Tigre, mediante un truque por Erik Godoy, que pasó a jugar en Colón. En su única temporada en el club disputó 14 partidos y anotó 2 goles, aunque se coronó campeón de la Copa de la Superliga 2019, a pesar de no disputar ningún partido del torneo, estando solo convocado para la banca de suplentes.

### En el fútbol chileno
A mediados de 2019, Vera firmó en Curicó Unido de la Primera División chilena, con la difícil misión de reemplazar al goleador del campeonato, el argentino Mauro Quiroga que había sido fichado por el Club Necaxa. En el elenco albirrojo volvió a reencontrarse con las redes, ya que en 9 partidos anotó seis goles, y en las primeras fechas de 2020 metió un par más de tantos.

### Retorno al fútbol uruguayo
En abril de 2021 vuelve a jugar en Defensor Sporting. El club se encontraba disputando la Segunda División Profesional y presentó  un campaña polémica donde fueron separados 9 jugadores del plantel principal.
Mientras tanto, Vera logró ser el segundo goleador del torneo con 8 goles los cuales fueron vitales para lograr el tercer cupo de ascenso a la Primera División.
En 2022 comienza a jugar en Racing Club de Montevideo, siendo también un jugador clave e importante a través de sus goles logrando el 24 de abril del 2022 el Torneo Competencia de la Segunda División.
El 2 de setiembre de 2022, al ganarle 4-2 a Sud América (con gol del viruta incluido), el club de Sayago, después de 2 años, 8 meses y 25 días vuelve a primera división.

## Clubes
| Club                | País          | Año           | Part. | Goles |
| ------------------- | ------------- | ------------- | ----- | ----- |
| Bella Vista         | Uruguay       | 2004-2006     | 32    | 15    |
| Nacional            | Uruguay       | 2007-2008     | 31    | 5     |
| Defensor Sporting   | Uruguay       | 2009          | 12    | 5     |
| Nacional            | Uruguay       | 2009-2010     | 14    | 2     |
| Liverpool           | Uruguay       | 2010          | 14    | 6     |
| Shanghái Shenxin    | China         | 2011          | 11    | 3     |
| Deportivo Pereira   | Colombia      | 2011          | 15    | 1     |
| Liverpool           | Uruguay       | 2012          | 15    | 13    |
| Querétaro           | México        | 2012          | 17    | 2     |
| Atlético de Rafaela | Argentina     | 2013-2014     | 43    | 17    |
| Estudiantes         | Argentina     | 2014-2015     | 35    | 10    |
| Independiente       | Argentina     | 2015-2016     | 54    | 14    |
| Colón               | Argentina     | 2017-2018     | 37    | 9     |
| Tigre               | Argentina     | 2018-2019     | 15    | 2     |
| Curicó Unido        | Chile         | 2019-2021     | 36    | 10    |
| Defensor Sporting   | Uruguay       | 2021          | 24    | 10    |
| Racing              | Uruguay       | 2022          | 26    | 16    |
| Danubio             | Uruguay       | 2023          | 32    | 3     |
| Colón               | Uruguay       | 2024          | 31    | 15    |
| Total carrera       | Total carrera | Total carrera | 494   | 158   |

- Actualizado al último partido disputado el 16 de noviembre de 2024.

### Hat-tricks
| 1 | 2 de julio de 2008      | Centenario, Montevideo    | Nacional – River Plate |  | 5 – 3 | Liguilla Pre-Libertadores de América 2007-08 |
| 2 | 16 de noviembre de 2024 | Luis Tróccoli, Montevideo | Colón FC – La Luz      |  | 5 – 0 | Segunda División de Uruguay 2024             |

## Palmarés

### Campeonatos nacionales
| Título               | Club        | País      | Año     |
| -------------------- | ----------- | --------- | ------- |
| Segunda División     | Bella Vista | Uruguay   | 2005    |
| Campeonato Uruguayo  | Nacional    | Uruguay   | 2008-09 |
| Copa de la Superliga | Tigre       | Argentina | 2019    |
| Segunda División     | Racing      | Uruguay   | 2022    |

### Distinciones individuales
| Distinción                                                | Club          | Año  |
| --------------------------------------------------------- | ------------- | ---- |
| Máximo goleador de la Segunda División (15 goles)         | Bella Vista   | 2005 |
| Máximo goleador de la Liguilla Pre-Libertadores (2 goles) | Independiente | 2015 |
| Máximo goleador de la Segunda División (16 goles)         | Racing        | 2022 |
| Máximo goleador de la Segunda División (15 goles)         | Colón         | 2024 |